# شیخ مرسلین
شیخ مرسلین (بنگالی: শেখ মোরসালিন؛ زادهٔ ۲۵ نوامبر ۲۰۰۵) بازیکن فوتبال اهل بنگلادش است.
وی همچنین در تیم ملی فوتبال بنگلادش بازی کرده است.